# 一个陌生女人的来信 (电影)

电影海报

《一個陌生女人的來信》是一部中国大陆拍摄的电影，改编自奧地利犹太裔作家斯蒂芬·茨威格早期的短篇小說《一個陌生女子的來信》。于2005年上映。主题音乐是林海作曲的《琵琶语》，收录入专辑《琵琶相》中。

## 制作人员
- 导演：徐静蕾
- 编剧：徐静蕾
- 原著：斯蒂芬·茨威格
- 摄影：李屏宾
- 美术：曹久平
- 音乐：林海、久保田修

## 演员名单
- 徐静蕾　饰　女人
- 姜　文　饰　作家
- 孙飞虎　饰　管家
- 黄　觉　饰　军人
- 林　源　饰　少女（＝女人）
- 苏小明　饰　少女的母亲
- 苏子豪　饰　儿子
- 张暴默　饰

## 外部連結
- 网易网站——相关专题 （页面存档备份，存于）
- 豆瓣电影上《一个陌生女人的来信》的資料 （简体中文）